# ضاحة الرياح
ضاحة الرياح هي إحدى قرى عزلة جيشان بمديرية جيشان التابعة لمحافظة أبين، بلغ تعداد سكانها 116 نسمة حسب تعداد اليمن لعام 2004.